# أنطوان لي بايلي
أنطوان لي بايلي (بالفرنسية: Antoine Le Bailly)‏ هو كاتب مسرحي وشاعر فرنسي، ولد في 1 أبريل 1756 في كاين في فرنسا، وتوفي في 13 يناير 1832.